# كاسا أليانزا
كاسا أليانزا (بالإنجليزية: Casa Alianza) هي منظمة غير دولية غير ربحية الدولية وتعتبر الفرع الأمريكي اللاتيني من منظمة كوفينانت هاوس. تهدف منظمة كاسا الخيرية لإعادة تأهيل والدفاع عن أطفال الشوارع. كان أول نشاطاتها في غواتيمالا في عام 1981، ثم في هندوراس عام 1987، وبعدها بسنة بدأت أعمالها في المكسيك عام 1988، ثم نيكاراغوا في عام 1998. توفر كاسا أليانزا مجموعة من الخدمات التوعوية لأطفال الشوارع تشمل الخدمات المساعدة والقانونية والرعاية لأكثر من 12,000 طفل سنويًا.

## التاريخ
تأسست كاسا أليانزا في أمريكا اللاتينية في عام 1981 ردًا على انتهاكات واسعة لحقوق الإنسان حدثت في جميع أنحاء القارة الاتينية. تأسست كاسا أليانزا من قبل منظمة كوفينانت هاوس ومقرها الولايات المتحدة الأمريكية، وتأسست بداية الأمر في غواتيمالا، ثم شرعت كوفينانت هاوس لتأسيس كاسا أليانزا في هندوراس في عام 1987، ثم المكسيك عام 1988، and Casa Alianza Nicaragua in 1998 ثم نيكاراغوا عام 1998، بالإضافة إلى عمليات كاسا أليانزا في الدعم المباشر للأطفال. أسست المنظمة أيضًا ثلاثة منظمات مستقلة لجمع التبرعات في ألمانيا والمملكة المتحدة وسويسرا. ولا يزال المقر الدولي للمنظمة يقع في مدينة نيويورك.